# Instytut Zagospodarowania Środowiska i Polityki Przestrzennej
Instytut Zagospodarowania Środowiska i Polityki Przestrzennej – jedna z jednostek organizacyjnych Wydziału Nauk  Geograficznych Uniwersytetu Łódzkiego, kształcąca w trybie dziennym na kierunkach gospodarka przestrzenna studia stacjonarne I stopnia (studia 3-letnie licencjackie lub 3,5-letnie inżynierskie) oraz na kierunku planowanie i organizacja przestrzeni studia stacjonarne II stopnia. Wydawca czasopism naukowych: European Spatial Research and Policy, Space-Society-Economy, Biuletyn Szadkowski i Biuletyn Uniejowski.

## Władze
- dr hab. Stanisław Mordwa, prof. UŁ – dyrektor Instytutu[8],

- dr hab. Elżbieta Kobojek, prof. UŁ – zastępca dyrektora Instytutu[9],

- dr Mariusz Lamprecht – zastępca dyrektora Instytutu[10].

## Historia
Instytut Zagospodarowania Środowiska i Polityki Przestrzennej, wcześniej jako zakład i katedra) istnieje od ponad 30 lat. Jednostka została powołana do istnienia zgodnie z zarządzeniem Rektora UŁ 1 października 1991 roku jako Zakład Zagospodarowania Środowiska i Polityki Przestrzennej, na ówczesnym Wydziale Biologii i Nauk o Ziemi UŁ. Pomysłodawcą i inicjatorem powołania do życia i późniejszym organizatorem jednostki był Tadeusz Marszał.
Ważną datą w historii łódzkiego ośrodka geograficznego, a tym samym i Zakładu Zagospodarowania Środowiska i Polityki Przestrzennej, był rok 2001, kiedy to doszło do wyodrębnienia z Wydziału Biologii i Nauk o Ziemi UŁ Wydziału Nauk Geograficznych, który stał się podstawową jednostką organizacyjną Uniwersytetu Łódzkiego.
W miarę rozwoju kadrowego zmianie ulegała forma organizacyjna powołanego do życia w 1991 r. zakładu. Uzyskanie  tytułu profesora przez dr hab. Tadeusza Marszała zaowocowało podniesieniem jednostki do rangi katedry, co oficjalnie miało miejsce dnia 1 grudnia 2002 r.
Kolejna ważna zmiana nastąpiła w 2008 r., gdy w dotychczas homogenicznej strukturze Katedry Zagospodarowania Środowiska i Polityki Przestrzennej, kierowanej przez prof. dr hab. T. Marszała, zostały utworzone dwie pomocnicze jednostki organizacyjne, a mianowicie Zakład Zagospodarowania Środowiska, którego kierownictwo objął prof. dr hab. T. Marszał, oraz Zakład Polityki Przestrzennej, kierowany przez dr hab. M. Habrela, prof. UŁ. W 2012 r. została powołana do życia trzecia wewnątrzkatedralna jednostka organizacyjna – Zakład Fizjografii i Planowania Przestrzennego, kierowana przez dr hab. E. Kobojek, prof. UŁ.
W 2016 r. nastąpiła kolejna kluczowa zmiana organizacyjna – z dniem 1 października katedra, która osiągnęła odpowiedni stan kadrowy, zgodny z wymogami Statutu UŁ – decyzją rektora uniwersytetu, prof. A. Różalskiego, została podniesiona do rangi instytutu kierunkowego. Jednocześnie w strukturze Instytutu Zagospodarowania Środowiska i Polityki Przestrzennej, obok już wcześniej istniejących trzech wewnątrzinstytutowych zakładów, pojawiła się czwarta jednostka – Zakład Geografii Gospodarczej i Polityki Społecznej.
W 2021 r. został zniesiony wewnątrzinstytutowy podział na zakłady. Obecnie jednostka zatrudnia 18 pracowników naukowych (w tym 1 profesora, 5 doktorów habilitowanych, 8 doktorów, 3 magistrów) oraz 3 pracowników administracyjnych.